# Antropovskij rajon
L'Antropovskij rajon (in russo Антроповский район?) è un rajon dell'Oblast' di Kostroma, nella Russia europea; il capoluogo è Antropovo. Ricopre una superficie di 2.470 chilometri quadrati e nel 2010 ospitava una popolazione di circa 8.000 abitanti.